# Slzovod

Slzné ústrojí (schéma)
a = hlavní slzná žláza
b = horní slzní bod
c = horní slzný kanálek
d = slzní vak
e = dolní slzní bod
f = dolní slzný kanálek
g = slzovod

Slzovod (ductus nasolacrimalis) je vývod, který spojuje slzní váček (umístěný v očnici) s nosní dutinou a vede tudy slzy. Nachází se uvnitř slzného kanálu procházejícího slzní kostí. Vnitřní stěny slzovodu jsou vystlány cylindrickým řasinkovým epitelem. Vyúsťuje asi 3-3,5 cm od nosních dírek na mediální straně nosní dutiny, anatomicky pod dolní nosní skořepou, ústí je kryto slizniční řasou.